# Oltre l'oceano (film 1990)
Oltre l'oceano è un film del 1990 diretto da Ben Gazzara.
È stato presentato nella Settimana internazionale della critica al 43º Festival di Cannes ed è dedicato al regista e attore John Cassavetes, amico di Gazzara, scomparso durante le riprese.

## Trama
Un ricco uomo d'affari newyorkese, in crisi esistenziale, fa un viaggio a Bali: qui, grazie alla bellezza dei luoghi, l'accoglienza della popolazione e con un possibile nuovo amore, tenterà di dare un senso alla propria vita.